# Dipterygina
Dipterygina là một chi bướm đêm thuộc họ Noctuidae.

## Các loài
- Dipterygina babooni (Bethune-Baker, 1906)
- Dipterygina cupreotincta Sugi, 1954
- Dipterygina dorsipallens (Holloway, 1976)
- Dipterygina indica (Moore, 1867)
- Dipterygina japonica (Leech, 1889)
- Dipterygina kebeae (Bethune-Baker, 1906)
- Dipterygina major Holloway, 1989
- Dipterygina obscurior (Warren, 1913)
- Dipterygina vagivitta (Walker, 1862)